# Xinshancun
Xinshancun (kinesiska: 新山村) är ett stadsdelsdistrikt i sydvästra Kina. Det ligger i stadsdistriktet Dadukou i storstadsområdet Chongqing, omkring 12 kilometer sydväst om det centrala stadsdistriktet Yuzhong. 